# Emmerzhausen
Emmerzhausen ist eine Ortsgemeinde im Landkreis Altenkirchen (Westerwald) in Rheinland-Pfalz. Sie gehört der Verbandsgemeinde Daaden-Herdorf an.

## Geographische Lage
Emmerzhausen liegt etwa vier Kilometer südöstlich von Daaden an der Landesstraße 280 und fünf Kilometer südwestlich vom nordrhein-westfälischen Burbach (Kreis Siegen-Wittgenstein). Die Landesgrenze ist etwa einen Kilometer entfernt. Emmerzhausen liegt auf 480 m ü. NHN, etwa zwei Kilometer nördlich des Stegskopfs (654,4 m ü. NHN), der zweithöchsten Erhebung des Westerwalds.

## Geschichte
Die erste urkundliche Erwähnung von Emmerzhausen fand 1344 unter dem Namen „Engilbrachtshusen“ im „Mannbuch“ der Ritter von Bicken statt. 1561 wurde die Existenz einer im Ort bereits bestehenden Kapelle festgehalten. 1610 wurde die Steinches Mühle erwähnt, die heute auf der Gemarkung Daaden liegt und zu dieser Zeit Bannmühle für die umliegenden Ortschaften war. 1741 wurden in Emmertzhaussen 26 Räuche (Häuser) gezählt, die Einwohner der Gemeinde waren zum größten Teil reformierten Bekenntnisses. 1776 wurden im Ort 153 Einwohner, 1788 dann 168 Einwohner gezählt. 1809 besuchten 35 Kinder die Dingschule in Emmerzhausen.
Der Ort gehörte bis zum Jahr 1806 zur Grafschaft Sayn-Altenkirchen und zum Kirchspiel Daaden. Die Grafschaft Sayn-Altenkirchen kam 1791 auf dem Erbweg zu Preußen und wurde 1803 im Reichsdeputationshauptschluss dem Fürstentum Nassau-Usingen zugesprochen. 1806 traten die beiden nassauischen Fürsten dem napoleonischen Rheinbund bei und die Region zählte von 1806 an zum Herzogtum Nassau. Aufgrund der auf dem Wiener Kongress (1815) getroffenen Vereinbarungen wurde das Gebiet der ehemaligen saynischen Grafschaften an das Königreich Preußen abgetreten.
Unter der preußischen Verwaltung wurde Emmerzhausen der Bürgermeisterei Daaden im neu errichten Kreis Altenkirchen zugeordnet, der von 1822 an zur Rheinprovinz gehörte.
1890 wurde auf dem Stegskopf ein hölzerner Aussichtsturm errichtet, der als Landesvermessungspunkt und zur Übermittlung von Lichtsignalen der kaiserlichen Artillerie diente. 1894 wurde eine Katzensteuer eingeführt. Die erste Katze war frei, die zweite wurde mit einer Mark und die dritte Katze mit drei Mark besteuert. 1905 wurde der Ort an das Telefonnetz, 1923 an das Elektrizitätsnetz angeschlossen. 1930 erhielt der Ort Bahnanschluss von Scheuerfeld über Friedewald, um die Gruben besser zu erreichen und Güter zu transportieren. Das Gleis wurde für den Zweiten Weltkrieg bis zum Flugplatz Lippe verlängert. 1943 kaufte die Hitler-Jugend die Anlagen am Stegskopf und richtete das „Reichsausbildungslager Prinz Eugen“ ein. Dort befand sich später der Truppenübungsplatz Daaden der Bundeswehr, der 2014 geschlossen wurde. Ende März 1945 nahmen US-Truppen den Ort ein.
Weil die Wintersportanlagen auf dem Stegskopf nach dem Zweiten Weltkrieg nicht mehr benutzt werden konnten, errichtete der Skiverein Emmerzhausen ab 1956 eine neue Ski-Sprungschanze, die im Januar 1958 eingeweiht werden konnte. Bei der Eröffnung handelte es sich um die größte Sprungschanze von Rheinland-Pfalz. Mit dem Ausbau der B 54 gefährdete die Straße allerdings den Sprungbetrieb und musste für Wettkämpfe gesperrt werden. Aus diesem Grund wurde die Sprungschanze Ende der 1960er Jahre stillgelegt. Versuche eines Neubaus Mitte der 1970er Jahre scheiterten.
Zwischen 1847 und 1948 war die Grube Adolfsburg am Hang des Stegskopfes in Betrieb. In ihr wurde Braunkohle abgebaut. Die zweitgrößte Grube war Neue Landeskrone, in Betrieb zwischen 1850 und 1894. In der Grube wurden über einen Maschinenschacht Kupfer-, Blei- und Nickelerze abgebaut. Eine weitere Grube war Grüner Wald, deren erste Mutung am 2. Mai 1870 erfolgte.
Nach Schließung aller Gruben wurde 1970 auch die Eisenbahnstrecke Richtung Friedewald stillgelegt, der Personenverkehr war schon ab 1949 durch Busse ersetzt worden.

## Bevölkerungsentwicklung
Die Entwicklung der Einwohnerzahl von Emmerzhausen, die Werte von 1871 bis 1987 beruhen auf Volkszählungen:
| Jahr | Einwohner |
| 1815 | 206       |
| 1835 | 323       |
| 1871 | 360       |
| 1905 | 424       |
| 1939 | 467       |
| 1950 | 497       |

| Jahr | Einwohner |
| 1961 | 946       |
| 1970 | 672       |
| 1987 | 730       |
| 1997 | 808       |
| 2005 | 765       |
| 2023 | 686       |

## Politik

### Gemeinderat
Der Gemeinderat in Emmerzhausen besteht aus zwölf Ratsmitgliedern, die bei der Kommunalwahl am 9. Juni 2024 in einer Mehrheitswahl gewählt wurden, und – wenn gewählt – dem ehrenamtlichen Ortsbürgermeister als Vorsitzendem.

### Bürgermeister
Das Amt ist derzeit vakant. Der bisher letzte Ortsbürgermeister Volker Schüler hatte am 4. April 2022 das Amt übernommen. Bei der aufgrund der Amtsniederlegung des bisherigen Bürgermeisters notwendig gewordenen Neuwahl am 20. März 2022 war er mit einem Stimmenanteil von 92,5 % als Nachfolger bestimmt worden. Am 15. Januar 2024 legte Schüler das Amt jedoch mit sofortiger Wirkung nieder. Da in der Folge kein neuer Ortsbürgermeister gefunden werden konnte, wurde Helmut Stühn, der Bürgermeister der Verbandsgemeinde Daaden-Herdorf, als Beauftragter zur Führung der  Amtsgeschäfte eingesetzt. An der Situation änderte auch die Kommunalwahl 2024 nichts, da weder für die Direktwahl am 9. Juni 2024 ein Wahlvorschlag eingereicht wurde, noch der neu gewählte Gemeinderat einen Kandidaten fand.
Schülers Vorgänger Hans-Joachim Fries hatte das Amt am 2. März 2020 angetreten. Da bei der Direktwahl am 26. Mai 2019 kein gültiger Wahlvorschlag eingereicht wurde, oblag die Neuwahl des Bürgermeisters dem Gemeinderat, der zunächst keinen Kandidaten finden konnte. Ende 2021 kündigte Fries an, das Amt vorzeitig Ende März 2022 niederzulegen. Die Vorgänger von Fries waren seit 2014 Heinz Dücker, der das Amt zuletzt bis Ende 2019 geschäftsführend ausgeübt hatte, und zuvor Peter Kröller, der sieben Jahre Ortsbürgermeister war.

### Wappen
| Wappen von Emmerzhausen | Blasonierung: „Schild durch eine silberne Schräg-links-Wellenliste geteilt, vorne in Rot ein blaubewehrter und gezungter herschauender goldener Löwe nach links, hinten in Schwarz drei zusammengestellte silberne Basaltsäulen.“             |
| Wappen von Emmerzhausen | Wappenbegründung: Der Löwe verweist auf die frühere Zugehörigkeit zur Grafschaft Sayn-Altenkirchen, die Basaltsäulen auf das große Vorkommen im Gemeindegebiet, die Wellenlinie steht für den Daadebach, dessen Quelle in Emmerzhausen liegt. |

## Kultur und Sehenswürdigkeiten
- An der Straßengabelung Emmerzhausen/Derschen befindet sich die „Steinches Mühle“ (erste urkundliche Erwähnung im Jahr 1610). Hierbei handelt es sich um eine Wassermühle, die heute im Privatbesitz ist.
- Im Nachbarort Friedewald befindet sich ein Renaissance-Schloss der Grafen von Sayn (1580/1582), das seit 1954 Sitz der Evangelischen Sozialakademie ist.

### Naturdenkmäler
- Bei den Trödelsteinen (613 m ü. NHN; auf einem Gebirgskamm nordöstlich von Emmerzhausen gelegen) handelt es sich um Säulen und ein Blockfeld aus Feldspaltbasalt, welches hier im Tertiär durch das Grundgebirge gebrochen ist. Die „Trödelsteine“ sind als Geotop Teil des Nationalen Geoparks Westerwald-Lahn-Taunus.

### Kulturdenkmäler
→ Liste der Kulturdenkmäler in Emmerzhausen

## Öffentliche Einrichtungen
- Dorfgemeinschaftshaus
- Kommunaler Kindergarten „Regenbogen“
- Evangelische Kapelle
- Gemeindehaus (freikirchlich)
- Skihütte „Auf der Stirn“
- Schutzhütte bei den „Trödelsteinen“
- Schutzhütte auf dem ehemaligen Gelände der Grube „Neue Landeskrone“

## Mit Emmerzhausen verbundene Personen
- Siegfried Koch (Skipionier aus Neuwied) errichtete zusammen mit Lehrer Peter Hoffmann (Emmerzhausen) im Jahr 1913 auf dem Stegskopf die „Siegfriedhütte“. Im Jahr 1932 wurde dort das Lied Oh du schöner Westerwald gedichtet. Lehrer Hoffmann übernahm später das Amt des Hüttenwartes auf der Siegfriedhütte.
- Peter Hoffmann, geboren am 9. Juli 1863 in der Pfalz, kam als Junglehrer 1886 nach Emmerzhausen und heiratete die Tochter Pauline des Haubergsvorstehers und Landwirts Ferdinand Hummel. Hier war er als Schulmeister bis 1926 tätig. Er führte viele Obstsorten im Westerwald ein und unterrichtete im Veredeln und Schneiden von Obst- und Beerengehölzen. Neben seiner Landwirtschaft betrieb er Imkerei. Sein Freund  Alexander Graf von Hachenburg (damals wohnhaft im Schloss Friedewald (Westerwald)) schickte ihn im Winter 1909/1910 zu einem „Schneeschuhlauf-Kursus“ nach „Schloss Wittgenstein“. So wurde Peter Hoffmann der erste Ski-Übungsleiter und Trainer im Westerwald. 1910 war er Mitbegründer des Wintersportvereins Daaden und viele Jahre dessen Vorsitzender. 1913 Miterbauer der Siegfriedhütte auf dem Stegskopf und Hüttenwart bis zu seinem Tode im Jahr 1935.
- Karl Dücker war Bergmann, Steinbrucharbeiter, Gemeinderatsmitglied und Feuerwehrbrandmeister. Er verfasste zudem Gedichte und musizierte. Er verstarb am 3. August 1979 in Emmerzhausen.

## Verkehr
Emmerzhausen war Endstation der Westerwaldbahn, welche zwischen Scheuerfeld und Emmerzhausen verkehrte und heute im SPNV nicht mehr bedient wird. Aktuell sichern Regionalbuslinien den Anschluss Emmerzhausens an den Nahverkehr.

## Sonstiges
- 1987 kamen bei dem Absturz eines Motorflugzeugs in Emmerzhausen die vier Insassen ums Leben. Zum Zeitpunkt des Unglückes herrschte über dem Ort dichter Nebel; der Bestimmungsort des Segelfliegers war der Flughafen Siegerland.
- Bei der Abschlussfeier der Hauptschule Daaden 1988 auf der Skihütte Emmerzhausen wurde ein 14-jähriger Schüler aus Emmerzhausen vom Blitz erschlagen.
- 2006 richtete der ortsansässige Skiverein Stegskopf Emmerzhausen e. V. die Westdeutschen Meisterschaften im Berglauf aus.

## Belege
1. ↑  Statistisches Landesamt Rheinland-Pfalz – Bevölkerungsstand 31. Dezember 2023, Landkreise, Gemeinden, Verbandsgemeinden; Fortschreibung des Zensus 2011 (Hilfe dazu).
2. ↑  Vgl. Marc Rosenkranz: Steinches Mühle wurde vor 400 Jahre erstmals urkundlich erwähnt, in: Heimat-Jahrbuch des Kreises Altenkirchen 53 (2009), S. 72–73.
3. ↑  Vgl. Daniel Schneider: Das Mühlengewerbe in der Grafschaft Sayn-Altenkirchen, in: Heimat-Jahrbuch des Kreises Altenkirchen 59 (2016), S. 219–233.
4. ↑  Zur konfessionellen Entwicklung vgl. Daniel Schneider: Die Entwicklung der Konfessionen in der Grafschaft Sayn im Grundriss, in: Heimat-Jahrbuch des Kreises Altenkirchen 58 (2015), S. 74–80.
5. ↑  Statistisches Landesamt Rheinland-Pfalz – Regionaldaten
6. ↑  Helmut Stühn (Wahlleiter): Bekanntmachung des Ergebnisses der Wahl zum Ortsgemeinderat Emmerzhausen am 9. Juni 2024. In: Mitteilungsblatt der Verbandsgemeinde Daaden-Herdorf, Ausgabe 26/2024. Linus Wittich Medien GmbH, Höhr-Grenzhausen, 19. Juni 2024, abgerufen am 19. Oktober 2024.
7. ↑  Niederschrift über die 22. Sitzung des Ortsgemeinderates Emmerzhausen am Montag, den 04.04.2022. In: Rats- und Bürgerinfosystem. Verbandsgemeinde Daaden-Herdorf, abgerufen am 4. Mai 2022.
8. ↑  Emmerzhausen hat gewählt: Volker Schüler wird neuer Ortsbürgermeister. In: Siegener Zeitung. Vorländer & Rothmaler GmbH & Co. KG, Siegen, 30. März 2022, abgerufen am 21. März 2022.
9. ↑  Daniel-D. Pirker: Emmerzhausen: Beauftragter muss weiter ran. In: Rhein-Zeitung. Mittelrhein-Verlag GmbH, Koblenz, 24. Juli 2024, abgerufen am 19. Oktober 2024 (Nur Artikelanfang frei zugänglich).
10. ↑  Emmerzhausen, Ortsbürgermeisterwahl (Gemeinde) 09.06.2024. In: Kommunalwahlergebnisse Emmerzhausen. Landeswahlleiter Rheinland-Pfalz, abgerufen am 19. Oktober 2024.
11. 1 2  Daniel Weber: Führungsteam in Emmerzhausen ist komplett. In: Rhein-Zeitung. Mittelrhein-Verlag GmbH, Koblenz, 4. März 2020, abgerufen am 1. August 2021 (Nur Artikelanfang frei zugänglich).
12. ↑  Daniel Montanus: Niemand will Bürgermeister werden. In: Siegener Zeitung. Vorländer & Rothmaler GmbH & Co. KG, Siegen, 12. August 2019, abgerufen am 1. August 2021 (Nur Artikelanfang frei zugänglich).
13. ↑  Daniel Montanus: Ortsbürgermeister tritt zurück. In: Siegener Zeitung. Vorländer & Rothmaler GmbH & Co. KG, Siegen, 7. Dezember 2021, abgerufen am 18. März 2022 (Nur Artikelanfang frei zugänglich).
14. ↑  Heinz Dücker tritt an, Peter Kröller tritt ab. In: Rheinzeitung (über Genios-Pressearchiv). GBI-Genios Deutsche Wirtschaftsdatenbank GmbH, München, 25. September 2014, abgerufen am 1. August 2021 (Nur Artikelanfang frei zugänglich).
15. ↑  Ortsportrait. Marc Rosenkranz, Emmerzhausen, abgerufen am 4. Mai 2022.